# تشاك بيرسون
تشاك بيرسون (بالإنجليزية: Chuck Person)‏ مواليد 27 يونيو 1964 في برانتلي، هو لاعب كرة سلة أمريكي سابق تحول إلى التدريب بعد الاعتزال بدأ مسيرته الاحترافية في سنة 1986. تم اختياره من قبل فريق إنديانا بايسرز خلال الدرافت. يبلغ طوله 6 قدم 8 بوصة (2.0 م). حقق المركز الثاني في الألعاب الجامعية الصيفية 1985. اعتزل اللعب في 2000. أحرز خلال مسيرته في الإن بي إيه 13858 نقطة بمعدل 14.7 نقطة في المباراة الواحدة.

## المسيرة الاحترافية
لعب مع إنديانا بايسرز من سنة 1986 إلى 1992، ثم لعب مع مينيسوتا تمبر ولفز من سنة 1992 إلى 1994، ثم لعب مع سان أنطونيو سبرز من سنة 1994 إلى 1998، ثم لعب مع شارلوت هورنتس في سنة 1999، ثم لعب مع سياتل سوبرسونيكس في موسم 1999–2000.

## الميداليات
| الميدالية | المسابقة                      |
| --------- | ----------------------------- |
| فضية      | الألعاب الجامعية الصيفية 1985 |

## روابط خارجية
- تشاك بيرسون على موقع إن بي أي (الإنجليزية)
- تشاك بيرسون على موقع سبورتس رفرنس (الإنجليزية)
- تشاك بيرسون على موقع كلية كرة السلة في سبورتس رفرنس.كوم (الإنجليزية)
- تشاك بيرسون على موقع ريلجم (الإنجليزية)
- تشاك بيرسون على موقع بروبوليرز (الإنجليزية)
- تشاك بيرسون على موقع سبورتس رفرنس (الإنجليزية)